# Braungestreifter Erlen-Spanner
Der Braungestreifte Erlen-Spanner (Hydrelia sylvata), auch Erlen-Sumpfgehölz-Blattspanner, Grauer Erlenspanner oder Erlen-Blattspanner genannt, ist ein Schmetterling (Nachtfalter) aus der Familie der Spanner (Geometridae).

## Merkmale
Die Falter haben eine Flügelspannweite von 18 bis 23 Millimeter (20 bis 22 Millimeter). Die Grundfarbe der Vorderflügel ist weißlich, weißlich grau bis hell beige. Sie weisen hellbraune bis dunkelbraune, gewellte Querlinien auf und haben im Mittelfeld eine undeutlich begrenzte braune Mittelbinde. Ein Diskalfleck kann bei manchen Exemplaren vorhanden sein, ist jedoch meist klein und undeutlich begrenzt oder fehlend. Die Hinterflügel weisen dieselbe Zeichnung wie die Vorderflügel auf. Die Saumlinien von Vorder- und Hinterflügeln sind durch jeweils an den Adern unterbrochene Linien markiert. Die Querlinien variieren etwas in der Intensität der Ausbildung und auch etwas in der Anordnung.

### Raupe und Puppe
Die verhältnismäßig kurze und gedrungene Raupe verjüngt sich sowohl zum Vorder- als auch zum Hinterende. Sie ist violettrot bis purpurbraun, an den Seiten jeweils vorne und hinten grünlich und in der Mitte rosenrot gefärbt. Die Rückenlinie und einige v-förmige Flecken auf dem Rücken sind weiß, die Nebenrückenlinien nur etwas heller als die Grundfarbe. Seitlich am 5. Abdominalsegment sitzen gelbe Flecke. Die Punktwarzen sind schwarz, aber weiß gerandet. Der kleine Kopf ist dunkelgrün und tief gekerbt.
Die glänzend blaugrüne bis grünlich braune Puppe weist gelb gefärbte Segmenteinschnitte auf.

## Geographische Verbreitung und Lebensraum
Das Areal der Art reicht von der Iberischen Halbinsel und den Britischen Inseln im Westen, über Mittel- und Osteuropa, Sibirien bis in den Russischen Fernen Osten und Japan. Die Nordgrenze verläuft in Europa im mittleren Fennoskandien, die Südgrenze am Alpensüdrand.
Der Braungestreifte Erlen-Spanner kommt vor allem in Wäldern, aber auch in Waldmooren vor. Bergmann bezeichnet sie als „Leitart von Erlensumpfgehölzen in moorig-sumpfigen Tälern und an deren Lehnen in Sandgebieten des Hügel- und Flachlandes.“ In Baden-Württemberg wurden Eichen-Ulmen-Auen, Erlen-Eschen-Auen und Schluchtwälder Spirken-Waldhochmoore, Hochmoore mit Calluna-Molinia-Moorbirken-Flächen, Waldkiefern-Birkenwäldern auf Hochmoortorf und sekundäre Bruchwaldbildungen als Lebensraum nachgewiesen. Im Gebirge steigt sie bis nahe 1700 Meter an.

## Lebensweise
Der Braungestreifte Erlen-Spanner ist univoltin. Die Falter fliegen von Mai bis Juli. Sie sind nachtaktiv und kommen zum Licht. Sie ruhen tagsüber in der Vegetation oder an Baumstämmen, können aber leicht aufgescheucht werden. Als Nahrungspflanzen der Raupen werden vor allem Weiden (Salix) und Erlen (Alnus) angegeben. Eventuell kommen auch die Blätter von Heidelbeeren (Vaccinium) als Raupennahrung in Frage. Nachgewiesen ist auch Gemeine Hasel (Corylus avellana). Die einzeln lebenden Raupen finden sich im August und September zwischen zusammen gesponnenen Blättern der Nahrungspflanzen. Die Puppe überwintert in einem Gespinst zwischen Blättern am Boden.

## Systematik und Taxonomie
Die Art wurde 1775 von Michael Denis und Johann Ignaz Schiffermüller als erstmals als Geometra sylvata wissenschaftlich beschrieben. In älteren Werken ist sie unter dem jüngeren Synonym Phalaena testaceata Donovan, 1810 zu finden, meist in der Kombination Larentia testaceata oder Hydrelia testaceata. Geometra sylvata Denis & Schiffermüller, 1775 ist die Typusart der Gattung Hydrelia Hübner, 1825.

## Gefährdung
Die Art gilt in Deutschland als gefährdet (Kategorie 3). Die Situation ist jedoch in den einzelnen Bundesländern unterschiedlich. In Brandenburg gilt sie als ausgestorben oder verschollen, in Hamburg, Sachsen-Anhalt und Thüringen ist sie vom Aussterben bedroht. Für Niedersachsen, Nordrhein-Westfalen und das Saarland ist die Kategorie 2 (stark gefährdet) angegeben, lediglich für Sachsen ist die Kategorie 4R (Potenziell selten, aber schon immer extrem selten) verzeichnet.